# Proceno
Proceno település Olaszországban, Viterbo megyében. Lakosainak száma 519 fő (2023. január 1.). Proceno Castell’Azzara, Piancastagnaio, San Casciano dei Bagni, Sorano és Acquapendente községekkel határos.

## Népesség
A település népessége az elmúlt években az alábbi módon változott:
| Lakosok száma | 557  | 602  | 519  |
|               | 2017 | 2018 | 2023 |